# Willem van der Decken

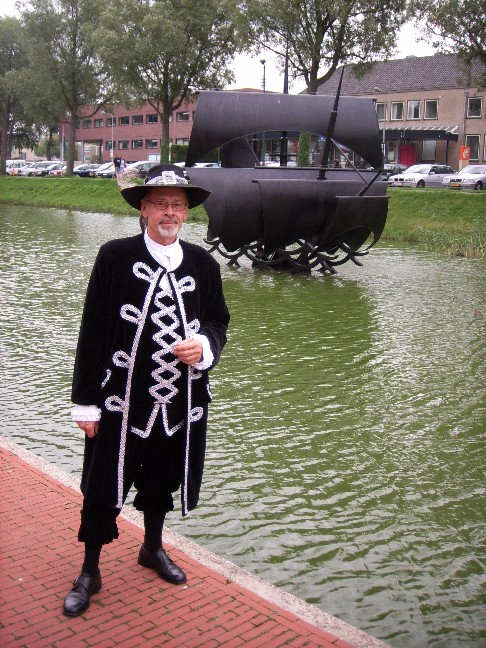
Willy de Meijer als spookkapitein Van der Decken bij het beeld van de Vliegende Hollander in Terneuzen

Willem van der Decken is een naar alle waarschijnlijkheid fictief persoon die alom bekend is als de vervloekte kapitein van De Vliegende Hollander, het schip dat hij regelrecht een storm in voer nabij Kaap de Goede Hoop. Dit besluit nam hij, volgens een versie van het verhaal, op Goede Vrijdag 1676 nadat het al enkele weken achter elkaar had gestormd. 

## Achtergrond
Van der Decken werd bekend door de negentiende-eeuwse roman Het spookschip De Vliegende Hollander van de Engelse schrijver Frederick Marryat. In het boek wordt een woning aan de Havenstraat in Terneuzen aangewezen als het huis waar de kapitein met zijn vrouw Catherina en zoon Philip woonde. Volgens de schrijver moest het gezin een paar jaar na het vertrek van Van der Decken van armoede verhuizen naar net buiten de stad. Daar betrokken ze een klein kleurrijk huis. Ook vermeldt Marryat een pand aan de Noordstraat waar Van der Decken geboren zou zijn.
Volgens historici is Van der Decken gebaseerd op Bernard Fokke, een VOC-kapitein die zijn bemanning tot het uiterste dreef om met grote snelheid naar een bestemming te varen. Hij werd dan ook als een tiran omschreven. Onder zeelieden wordt de naam Falkenberg ook genoemd als mogelijke kapitein van het schip. In Washington Irvings boek The Flying Dutchman on Tapas Sea heet hij Rambout van Dam. In boeken blijft men meestal trouw aan de naam Van der Decken, die soms aan elkaar wordt geschreven (VanderDecken).

## Uitspraak
Bekend van hem is het volgende citaat:
Ik zal varen! Storm of geen storm, Pasen of geen Pasen, Verbod of geen verbod, Ik zal varen ook al is het tot in de eeuwigheid!
Prompt ging de storm liggen. De duivel verscheen daarop voor hem en zei dat hij inderdaad tot in de eeuwigheid zou varen, waarna de storm  in razernij weer opstak. De bemanningsleden stierven een voor een, behalve Van der Decken die eenzaam achterbleef aan het roer om de wereldzeeën te bevaren.

## Bron
- Frederich Marryat -The Phantom Ship, 1837. Vertaald als Het spookschip De Vliegende Hollander.